# Pachrophylla amoena
Pachrophylla amoena là một loài bướm đêm trong họ Geometridae.